# Cascada Browne

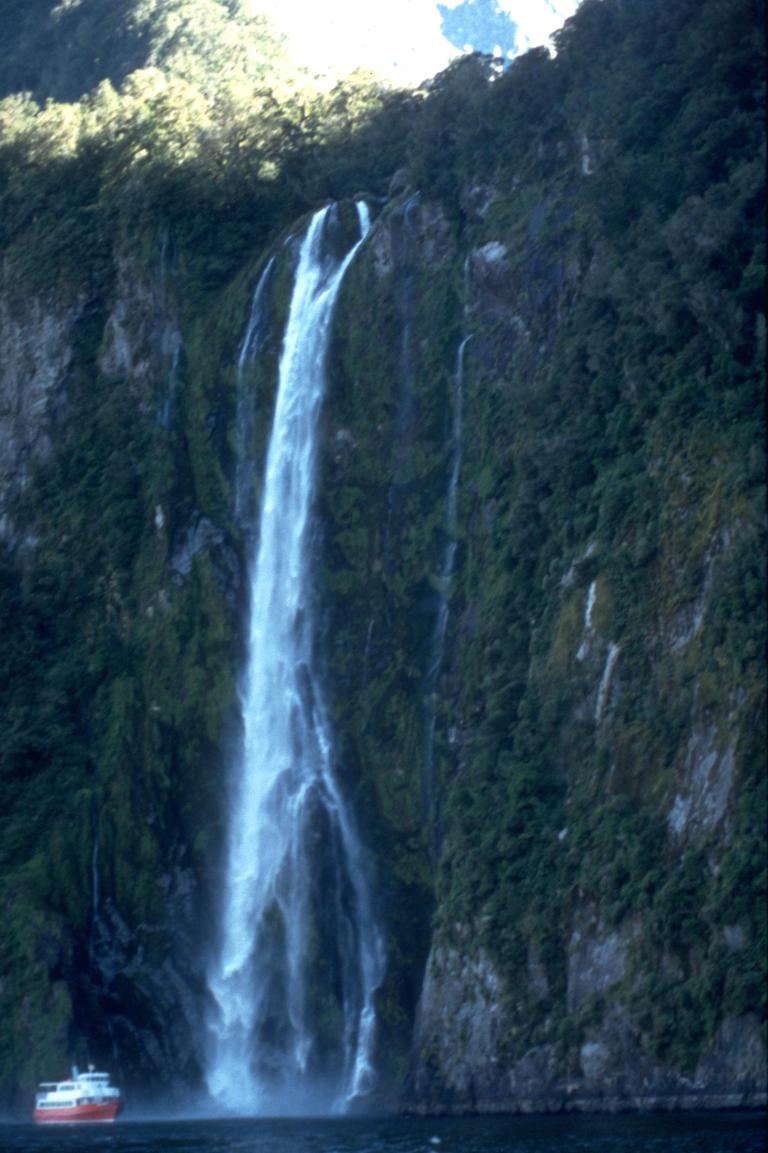
Cascada Browne

Cascada Browne este situată în fiordul Doubtful Sound de pe South Island în Parcul Național Fiordland din Noua Zeelandă. Cascada este situată într-o pădure lângă Hall Arm având coordonatele:
45° 23′ 55″ S, 167° 5′ 36″ O 
Inălțimea cascadei are o înălțime diferită după măsurători aceasta variază între 619 m și 836 m, izvorul și vărsarea sunt la 1 m depărtare de cascadă. Cascada provine din lacul glacial „Lake Browne”, care are altitudinea de 836 m deasupra n.m.. Lacul când este plin se varsă peste malul stâncos, asemănător cascadei Sutherland Falls. Cascada Browne este considerat ca unul dintre cele mai mari căderi de apă din Noua Zeelandă.